# Teodoro II da Etiópia
Teodoro II (ge'ez: ዓፄ ቴዎ a) foi o imperador da Etiópia entre 1855 e 1868. 
Ele nasceu como Cassa Haile Jorge, mas era mais comumente chamado de Cassa Hailu (em ge'ez: ካሳ ኃይሉ, 'restituição' e 'seu (ou) poder', respectivamente). Seu reinado é freqüentemente localizado como o início da Etiópia moderna, terminando com a descentralização do Zemene Mesafint ('Era dos príncipes').

## Primeiro anos
Cassa nasceu em uma família nobre, filho do governador de Quara, distrito da província de Dembia, batizado como Hailé Jorge Uolde Jorge. Seu avô materno, Dejazmatch Uolde Jorge era uma figura amplamente respeitada em sua época. Dembia fazia parte do grande território conhecido como Ye Meru Qemas ou "aquele que foi posto à prova por Maru". Este era o feudo pessoal de Dejazmatch Meru, um poderoso senhor da guerra e parente de Cassa Hailu (que possivelmente era seu segundo sobrinho). A mãe de Cassa, Woizero Atitegeb Wondbewossen, era um membro da alta nobreza, originalmente de Gondar, sua mãe Woizer Tishal era um membro da família nobre Begemder, enquanto seu avô paterno, Ras Wodajo, era uma figura poderosa e elevada. De influência.
Embora seja geralmente considerado um usurpador não-real, Teodoro II afirmou mais tarde durante seu reinado que seu pai descendia do imperador Fasíladas por meio de uma filha, no entanto, a maioria de seus contemporâneos não reconheceu a legitimidade dessas reivindicações.
Quando Cassa era muito jovem, seus pais se divorciaram e Woizero Atitegeb voltou para Gondar com seu filho. Pouco depois de sua partida, o pai de Cassa morreu, lendas populares dizem que os parentes paternos de Cassa dividiram inteiramente a herança, deixando o jovem Cassa e sua mãe sem ela e em condições financeiras muito difíceis. Como um final, costuma-se dizer que Woizero Atitegeb foi reduzido a vender "kosso", uma erva medicinal nativa usada para curar pacientes com lombrigas (uma doença comum dada a carne crua cotidiana na dieta etíope). Cassa era frequentemente ridicularizado por ser "filho de um vendedor de kosso", um insulto que ele raramente perdoava. Na verdade, não há evidências de que Woizero Atitegeb tenha sido um vendedor de kosso, e muitos escritores como Paulo Ngo Ngo afirmaram abertamente que se tratava de um boato falso espalhado por seus detratores. Fontes indicam que a mãe de Cassa continuou em boas condições, dada a herança de seus próprios parentes ilustres de consideráveis extensões de terra que lhe permitiam levar uma vida confortável. A juventude de Cassa não era esplêndida, mas estava longe de ser a de um mendigo. 

## Ascensão ao Trono
O futuro Teodoro II nasceu em um país atormentado por guerras civis e destruiu muitos chefes provinciais antes de se tornar imperador. Os tempos eram conhecidos como Zemene Mesafint ou "Era dos Príncipes". Durante esta era, senhores da guerra, príncipes regionais e casas nobres competiam entre si pelo poder e controle. Um imperador fantoche da família dinástica foi entronizado em Gondar por um chefe, apenas para ser deposto e substituído por outro membro da dinastia imperial quando um chefe diferente foi capaz de tomar Gondar e as rédeas do poder. Regiões como Gojã e Xoa eram governadas por seus próprios ramos da dinastia imperial e, em Xoa, o príncipe local até adotou o título de rei. Cassa começou sua carreira como um shifta (ou bandido), mas depois de construir uma notável força de seguidores, ele foi capaz de não apenas se restaurar como o sucessor de seu pai no feudo Quara, mas também controlar todos os Dembia. Além disso, ele ganhou apoio popular por seu tratamento benevolente aos habitantes das áreas controladas: de acordo com Sven Rubenson, Cassa "distribui os grãos e o dinheiro capturado aos camponeses em Quara e os ordena que comprem enxadas e vegetais". Isso chamou a atenção do chefe Ras Ali II de Yejju, baseado em Gondar. Ras Ali havia entronizado o imperador João III, forçando-o a se casar com sua mãe, a imperatriz Menen Liben Amede. A imperatriz era quem realmente possuía o poder, por trás de seu filho e de seu marido impotente; foi ela quem arranjou o casamento entre sua neta, Teuabeche Ali, filha de Menefanent (príncipe) Ras Ali, e Cassa, concedendo-lhe o título de Dejazmach. Ela também concedeu todo o território de Ye Meru Qemas a ela na esperança de ligá-lo firmemente a seu filho e a ela mesma.
Em 1838, os egípcios invadiram Gallabat e profanaram as igrejas. A população de Gondar foi subjugada. Ras Wube e Kenfu, o tio de Cassa, os confrontaram. Cassa, no entanto, viu a queda dos egípcios em Metemma, foi derrotado. Kenfu teve mais sucesso. Por sua vez, Ras Wube conseguiu fazer com que a França e a Grã-Bretanha interviessem perante Maomé Ali, sultão do Egito, para fazê-lo renunciar a qualquer nova empresa na Abissínia.
Insultado pela imperatriz Menen por ocasião de sua derrota, Cassa foi encorajado a se vingar por sua esposa. En 1852 Cassa se rebeló contra Ras Ali y, luego de una serie de victorias – Gur Amaba, Takusa, Ayshal y Amba Jebelli – a lo largo de tres años derrotó fácilmente a los ejércitos enviados por el Ras y la propia emperatriz que habían sido enviado contra ele. Ele ocupou Gondar na ausência de Ras Ali e em Ayshal ele capturou a imperatriz, e Ras Ali desapareceu como uma estrela em ascensão no cenário da história; Cassa obteve dele o reconhecimento de sua soberania sobre as terras de seu tio, Kenfu. A Abissínia foi então reagrupada em quatro Estados: Xoa, Tigré, Godsham e Begameder.
Em 1852, Cassa, estabelecido em Gondar, sujeitou o Ras Goshu de Godsham ao pagamento de tributo. Indignado, Ras Goshu partiu na campanha, mas foi derrotado e morto perto de Gorgora em novembro. O Masafent Eas Alí foi derrotado em seu retorno e refugiou-se em Oullo. A vitória de Cassa pôs definitivamente fim ao poder dos Galla na Abissínia. Cassa obteve o apoio de Abune Selama, chefe da Igreja Ortodoxa Abissínia, em troca da expulsão dos missionários católicos, em particular dos Lazaristas franceses. Cassa anunciou que estava depondo Yohannes III e então marchou contra seu maior rival ainda de pé, o Dejazmach Wube Hailé Maryam de Semien, governador do Tigré. No leste, os Oullo Galla foram subjugados, Xoa seria conquistada em outubro, Cassa levando Menelik II em cativeiro, filho do negus Haile Malakot de Xoa. Após a derrota deste, Cassa foi coroado como Negusse Negest (negus de los negus ou imperador) por Abuna Salama III na igreja de Derasge Maryam em 11 de fevereiro de 1855. Ele tomou o nome real de Teodoro II (Tewodros II), para seja fiel a uma profecia que afirmava que um homem chamado Teodoro conduziria o Império Abissínio à grandeza. Theodore recusou-se a reconhecer uma tentativa de restaurar o ex-imperador Sahle Dengen após a queda do infeliz Yohannes III, que havia reconhecido Theodore imediatamente.

## Reinado
O advento de Teodoro II significou a unificação da Abissínia, dividida em muitas províncias inimigas desde o século XVIII, e o início da moderna Etiópia. No entanto, como ele estava quase no campo durante seu reinado, outros líderes frequentemente tentavam se separar do Império devido à sua presença no campo de batalha. Após um curto período, ele conseguiu derrubar e colocar o reino de Xoa e a província de Gojã sob o domínio imperial. Ele esmagou muitos senhores da guerra Wollo e Tigré e anexou as regiões recalcitrantes de Begemder e Simien sob seu governo direto.
O imperador reorganizou a administração, a justiça e a política, concedendo aos governadores provinciais os títulos de ras hereditários ou dejazmach. Ele derrotou as invasões dos Oromos, Olulos e Yedju, convertendo ou aprisionando muçulmanos. Ele lutou contra a escravidão e interessou os europeus, predominantemente britânicos, pela cultura da Abissínia.
Para romper com a extinta corte de Gondar, ele transferiu sua residência para Magdala, agora Amba Mariam, na região de Amara.
Teodoro II também formou um exército regular composto de 70.000 a 80.000 homens pagos a serviço do Estado. Ele proibiu os soldados de saquear, invadir e destruir as plantações, como as perpetradas contra os conterrâneos. Ele criou regimentos e graus organizados. O exército reuniu populações de diferentes origens, o que permitiu ao imperador agir contra particularismos e reminiscências feudais. Apesar do embargo otomano e árabe ao Mar Vermelho, ele se opôs ao comércio de armas de fogo contrabandeadas, principalmente do Sudão.
Em 1856, Teodoro II propôs uma reforma da Igreja que tratava da redução do número do clero e da secularização de parte de seus bens. Diante da resistência dos padres, ele decidiu, unilateralmente, confiscar as terras da Igreja em 1860. Os incidentes e sua morte o impediriam de levar a cabo esse plano.
Em 1862, Teodoro II escreveu à Rainha Vitória do Reino Unido para propor uma aliança total contra o Império Otomano. A rejeição do Ministério das Relações Exteriores irritou o imperador, que reteve e depois prendeu o cônsul britânico Cameron e alguns outros europeus em 1866. A diplomacia ocidental, liderada pelo otomano Hormuzd Rassam, foi posteriormente presa, incapaz de obter sua libertação. Em retaliação, o Egito invadiu Metemma.
Em 1866, Teodoro II decidiu abandonar completamente a antiga capital Gondar, já em ruínas, antes disso, 44 tesouros foram retirados das igrejas. Novecentos manuscritos preciosos foram trazidos para Magdala e a cidade incendiada.
Em 1867, a expedição militar britânica, liderada por Sir Robert Napier, desembarcou em Maçuá, com 32.000 homens em suas fileiras e uma quarentena de elefantes trazidos da Índia, para libertar os ingleses confinados em 1866. O avanço de Napier foi favorecido pela atitude do flush de Tigré, Cassa, que estava em luta aberta contra o imperador.
A expedição de Sir Robert Napier marchou sobre Amara, derrotou o exército etíope na Batalha de Magdala e, em 13 de abril de 1868, Magdala foi atacada. O negus Teodoro II suicidou-se com um revólver oferecido pela Rainha Vitória. A cidade foi incendiada. Ao sair da Abissínia, Napier deixou-lhe as armas e munições da expedição a Ras Cassa de Tigré, que assim pôde impor a sua autoridade. Ele foi coroado em Aksum em 1872, após 4 anos de disputas de sucessão, sob o nome de João IV.